# 1177 Ґоннессія
1177 Ґоннессія (1177 Gonnessia) — астероїд головного поясу, відкритий 24 листопада 1930 року.
Тіссеранів параметр щодо Юпітера — 3,103.